# Makarius III.

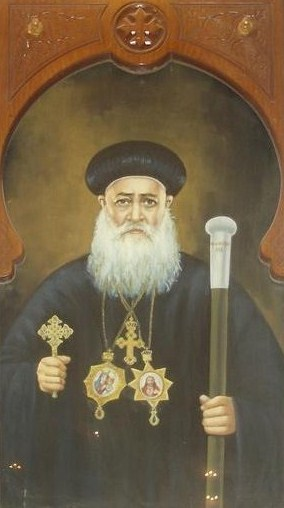
Makarius III.

Makarius III. (* 18. Februar 1872 in Mahalla al-Kubra, Ägypten; † 31. August 1945 in Kairo) war der 114. Papst von Alexandrien und Patriarch des Stuhles vom Heiligen Markus (Koptische Kirche).
Makarius war 49 Jahre lang Metropolit von Assiut, der Hauptstadt Oberägyptens. Er war eine führende Persönlichkeit in der Öffentlichkeit und führte die Kopten in ihren politischen Bewegungen, zunächst in der Konsolidierungsbewegung von 1910 und später in der nationalen Revolution in Ägypten von 1919.
Aufgrund seines als Metropolit von Assiut erworbenen geistigen Rufs wurde er zum Papst gewählt und hatte das Amt vom 4. Februar 1944 bis zum 31. August 1945 inne. Sein unerwartet schnell eingetretener Tod erlaubte ihm nicht, seine Pläne zu verwirklichen. Er verfügte über gute Kenntnisse der arabischen, französischen, koptischen, englischen, griechischen und aramäischen Sprache. Er war Fachmann in den liturgischen Studien der koptischen Kirche sowie biblischen Studien. Er war der Schutzherr vieler koptischer Priester, wie Pater Abuna Marcos Sergios, Ibrahim Luka und der Erzdiakon Iskander Hanna.